# Augsburger Panther
Augsburger Panther – niemiecki klub hokejowy z siedzibą w Augsburgu (Bawaria) występujący w rozgrywkach DEL.

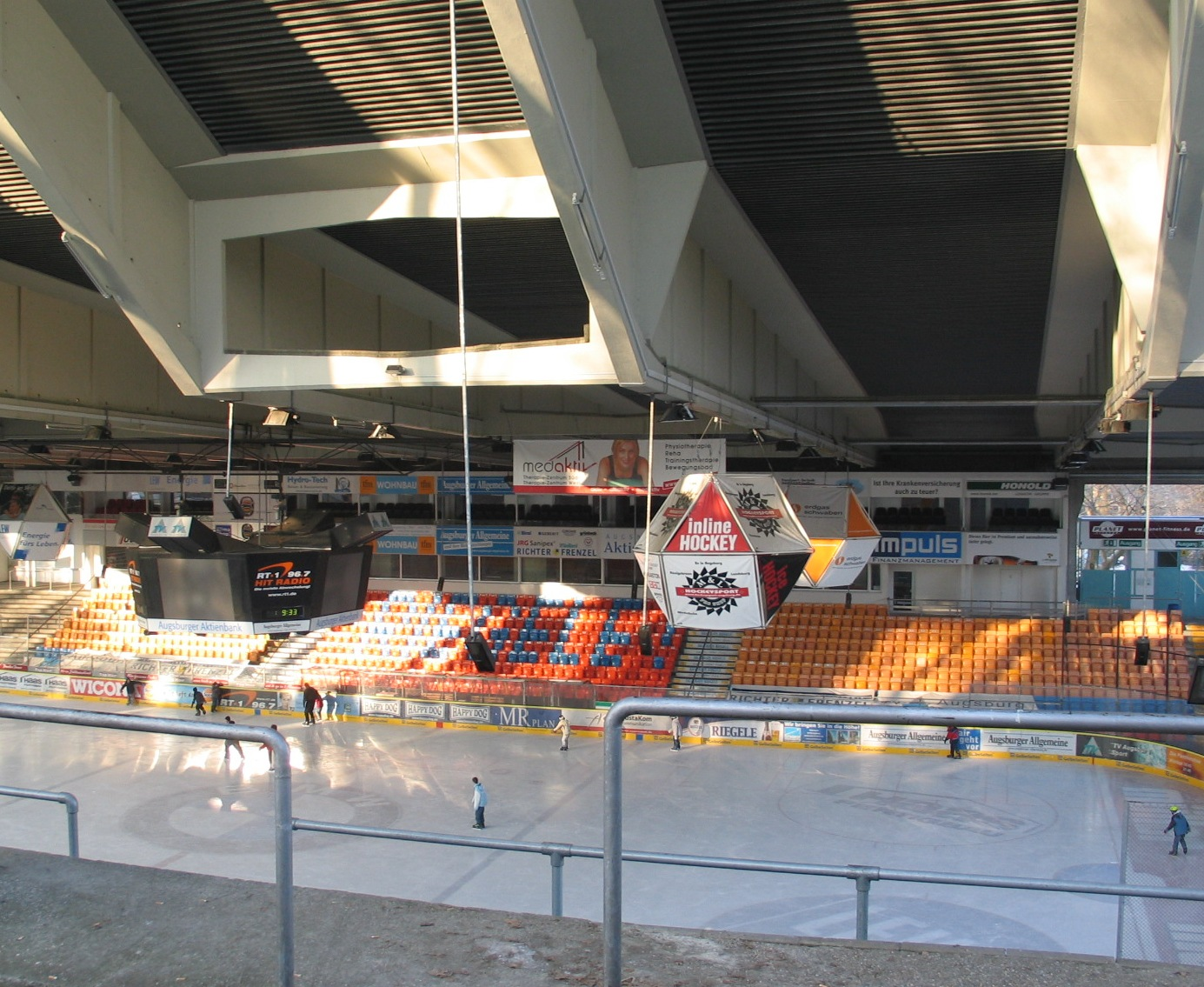
Wnętrze Curt-Frenzel-Stadion

## Dotychczasowe nazwy
- Augsburger EV (1878–1994)
- Augsburger Panther (od 1994)

## Sukcesy
- Srebrny medal mistrzostw Niemiec: 2010
- Złoty medal 2. Bundesligi: 1967, 1976, 1978, 1986, 1992, 1994

## Zawodnicy
W klubie występowali m.in. Polacy Stefan Chowaniec, Patryk Pysz oraz Wiktar Karaczun i Mathis Olimb. Trenerem był Wiktor Pysz.